# Opius moderatus
Opius moderatus är en stekelart som beskrevs av Fischer 1963. Opius moderatus ingår i släktet Opius och familjen bracksteklar. Inga underarter finns listade i Catalogue of Life.